# Виндия
Пещера Виндия (хорв. Vindija) — пещера в Хорватии, расположенная рядом с городом Вараждин. Известна тем, что в ней содержатся одни из лучше всего сохранившихся останков неандертальцев в мире. Найдены в 1974 году. Предполагается, что неандертальцы жили там примерно 44 тыс. лет назад.
В слоях G3 и G1 содержатся только кости неандертальцев, в слое F находят кости и неандертальцев, и современных людей, в более поздних слоях находятся только останки Homo sapiens — представителей граветтской культуры. Радиоуглеродный анализ гидроксопролина (специфической для коллагена аминокислоты) из отложений из слоя F показал, что современные люди появились в пещере Виндия спустя примерно 8 тыс. лет после исчезновения неандертальцев >40 тыс. лет до настоящего времени (калиброванная дата). Для слоя G3 установили возраст между 52 и 44 тыс. л. н., для верхнепалеолитического слоя F/d — между 50 и 43 тыс. лет назад.
Два образца Vindija 33.25 и Vindija 33.16 использовались в проекте расшифровки генома неандертальца. Образец Vindija 33.16 послужил основным источником информации (более 99 %) из всех полученных образцов ДНК, в результате чего было прочитано 2 миллиарда пар нуклеотидов (если исключить повторяющиеся фрагменты) — 63 % неандертальского генома. Неандерталец Vindija 33.19 принадлежал к популяции родственной матери денисовской девочки Denisova 11, жившей 90 тыс. л. н. При этом неандертальский предок её отца-денисовца принадлежал к другой алтайской популяции неандертальцев из Денисовой пещеры. Геномы неандертальцев Vindija 33.19, Gibraltar 1 из пещеры Форбса (Гибралтар) и Chagyrskaya 8 из Чагырской пещеры (Россия) оказались ближе друг к другу нежели к геному неандертальца Altai Neanderthal из Денисовой пещеры (Россия). Сопоставив геномы двух неандертальцев (из Виндии и Денисовой пещеры), денисовца и двух африканцев (бушмен-сан и манденка) с применением расширения ARGweaver-D алгоритма ARGweaver, учёные обнаружили, что около 3 % генома неандертальцев произошло от скрещивания с другой древней человеческой группой примерно 300 000 лет назад.